# 1333
1333 је била проста година.

## Догађаји
- Википедија:Непознат датум — Дубровачка република купила Пељешац.
- 19. јул – Едвард III је поразио у бици код Хелидон Хила Арчибалда Дагласа у последњем рату за независност Шкотске.
- Сребреничка повеља или Стонска повеља бана Стефана II Котроманића је историјска повеља на српском језику издата у Дубровнику. Урађена је у четри примерка, по два за босанског бана и Дубровник и то две на латинском а две на српском језику. Повеља је писана уставном ћирилицом, као и све остале банове домаће повеље.

## Рођења
- Википедија:Непознат датум — Јефимија, песникиња и жена Угљеше Мрњавчевића. († 1405)